# Балаж Бачкаї
Імр́е Бала́ж Ба́чкаї (угор. Imre Balázs Bacskai; 29 січня 1988, Будапешт) — угорський професійний боксер середньої ваги, чемпіон Європи.

## Аматорська кар'єра

### Чемпіонат Європи 2008
- В 1/8 фіналу переміг Кшиштофа Чудецького (Польща) — 11-8
- В 1/4 фіналу програв Абдулкадиру Керогли (Туреччина) — 1-5

### Чемпіонат світу 2009
- В 1/32 фіналу переміг Василя Білоуса (Молдова) — 17-4
- В 1/16 фіналу переміг Педро Ліма (Бразилія) — 18-13
- В 1/8 фіналу програв Андрію Замковому (Росія) — 3-15

### Чемпіонат Європи 2010
- В 1/16 фіналу переміг Патріка Войціцького (Німеччина) — 9-2
- В 1/8 фіналу переміг Егідіюса Каваляускаса (Литва) — 6-3
- В 1/4 фіналу переміг Іонуц Георге (Румунія) — RSCI 2
- В півфіналі переміг Тараса Шелестюка (Україна) — 4-2
- У фіналі переміг Алексіс Вастін (Франція) — 12-1

### Чемпіонат Європи 2011
- В 1/16 фіналу переміг Скотта Кардля (Англія) — 17-10
- В 1/8 фіналу програв Адріані Вастін (Франція) — 13-20

### Чемпіонат світу 2011
- В 1/16 фіналу переміг Габріеля Маестре (Венесуела) — 22-9
- В 1/8 фіналу програв Ерролу Спенсу (США) — 16-26

На чемпіонаті Європи 2013 програв в першому бою Тамерлану Абдулаєву (Азербайджан), а на чемпіонаті світу 2013 програв в другому бою Габріелю Маестре.
На Олімпіаді 2016 програв в першому бою Сулейману Сіссоко (Франція) — 0-3.
Намагався пройти відбір на Олімпіаду 2020 — програв на кваліфікаційному турнірі в категорії до 75 кг Гедмінасу Міндаугасу (Норвегія).

## Професіональна кар'єра
Протягом 2017—2020 років провів 14 переможних боїв на профірингу.
11 грудня 2020 року, подолавши досвідченого німця Ніка Клапперта, завоював вакантний титул інтерконтинентального чемпіона за версію WBO в першій середній вазі.
29 квітня 2022 року в бою проти до того непереможного Ксав'єра Колена (Нідерланди) завоював вакантний титул інтернаціонального чемпіона за версію IBO в першій середній вазі.